# Наццарено Кануті
Наццарено Кануті (італ. Nazzareno Canuti, нар. 15 січня 1956, Боццоло, Італія) — італійський футболіст, що грав на позиції захисника.
Виступав, зокрема, за клуб «Інтернаціонале», а також молодіжну збірну Італії.
Чемпіон Італії. Дворазовий володар Кубка Італії.

## Клубна кар'єра
Вихованець футбольної школи клубу «Інтернаціонале». Дорослу футбольну кар'єру розпочав 1975 року в основній команді того ж клубу, в якій провів сім сезонів, взявши участь у 130 матчах чемпіонату та відзначився 1 голом. 22 червня 1975 року дебютував за свою команду у національному кубку у програному (0:1) поєдинку проти «Болоньї». За цей час виборов титул чемпіона Італії, ставав володарем Кубка Італії (двічі). Пізніше був відданий в річну оренду до «Мілана», який на той час виступав у Серії B. У сезоні 1983/84 років захищав кольори клубу у «Дженоа». До завершення кар'єри футболіста встиг пограти за «Катанію» та «Сольб'ятезе».
Після завершення кар'єри, разом зі своїм товаришем по «Інтеру», Еварісто Беккалоссі, працював продавцем у корпорації Sony.

## Виступи за збірну
Протягом 1976–1979 років залучався до складу молодіжної збірної Італії. На молодіжному рівні зіграв у 12 офіційних матчах, у тому числі й у поєдинку проти Англії на Молодіжному чемпіонаті Європи 1978, в якому Наццарено отримав червону картку.

## Стиль гри
Захисник, нетехнічний, фізично сильний та витривалий у ключових матчах, грав виключно в обороні, в основному на позиції центрального захисника.

## Досягнення
- Серія А («Інтернаціонале»):
  - Чемпіон: 1979/80

- Кубок Італії («Інтернаціонале»):
  - Володар: 1977–78, 1981–82

- Серія B («Мілан»)
  - Чемпіон (1): 1982/83

## Статистика виступів

### Статистика виступів за збірну
| Дата       | Місто              | Господарі  | Результат | Гості      | Турнір                             | Голи | Примітки |
| ---------- | ------------------ | ---------- | --------- | ---------- | ---------------------------------- | ---- | -------- |
| 09/03/1977 | Брешія             | Італія     | 4 – 1     | Норвегія   | Товариський матч                   | -    | 64'      |
| 12/10/1977 | Віченца            | Італія     | 4 – 1     | Португалія | Кваліфікація молодіжного Євро-1978 | -    |          |
| 12/11/1977 | Люксембург (місто) | Люксембург | 1 – 5     | Італія     | Кваліфікація молодіжного Євро-1978 | -    |          |
| 08/03/1978 | Манчестер          | Англія     | 2 – 1     | Італія     | Молодіжне Євро-1978 - чвертьфінал  | -    | ЖК       |
| Усього     |                    | Матчів     | 12        |            | Голів                              | 0    |          |